# Ångsåg
Ångsåg är ett sågverk som drivs av ånga.

## Tunadals sågverk - Sveriges första kommersiella ångsåg
Den första kommersiella ångsågen i Sverige anlades 1849 i Tunadal utanför Sundsvall i Medelpad. Den följdes i Sundsvallsdistriktet av ångsågar i Mon 1851 och i Skönvik, Sundsbruk, 1856. I början av 1870-talet var antalet ångsågar i Medelpad uppe i 24 för att fördubblas till sekelskiftet 1900. På Alnön utanför Sundsvall fanns ett tag hela 16 sågverk.

## Ångkraften möjliggör sågverk där vattenkraft saknas

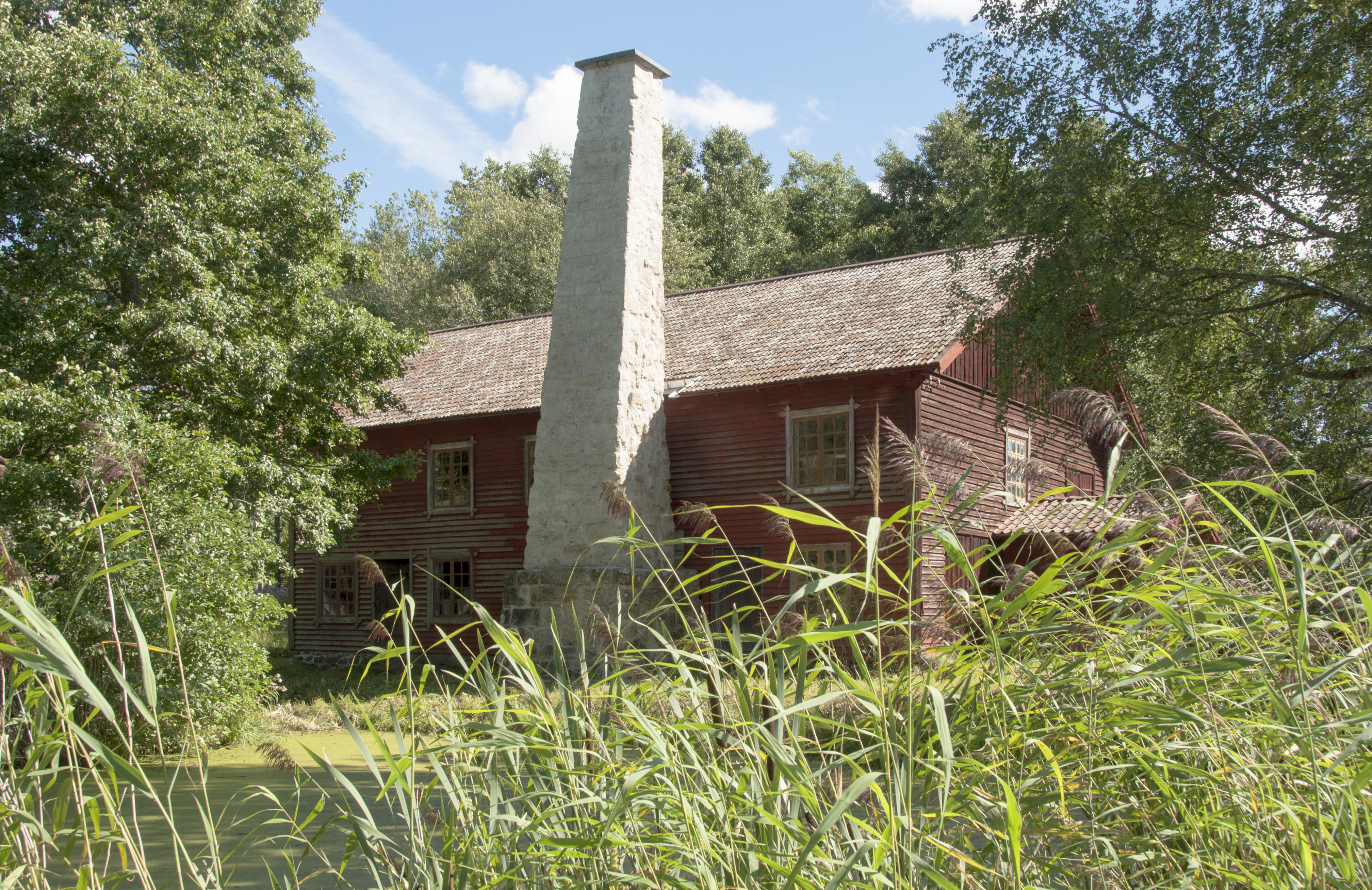
Österängs ångsåg och ångkvarn uppförd 1860

Ångsågarna revolutionerade sågverksindustrin genom att det tidigare starka beroendet av vattenkraft som drivkälla försvann. Nu kunde man förlägga sågverken till hamnarna vid älvmynningar, kuster och ute på öar. 
Därmed kunde Sundsvallsområdet på kort tid utvecklas till Sveriges ledande distrikt för trävaruexport. Till det bidrog också att trävarutullarna avvecklades 1835–1864 och att de engelska importtullarna avskaffades. Ett pärlband av sågverkssamhällen växte fram i Sundsvallsdistriktet, som under 1880-talet svarade för 20 procent av rikets trävaruexport.

## Sågverkssamhället Norrbyskär
På ön Norrbyskär i Ångermanland, i nuvarande Umeå kommun, anlade Mo och Domsjö AB 1895 en ångsåg, Mo ångsåg, som blev en av norra Europas största. Det av bolagets VD Frans Kempe anlagda sågverkssamhället framstod som ett mönstersamhälle. Idag finns här bland annat väl bevarade arbetarbostäder och maskinhus.

## Vattenkraftens återkomst som viktigaste drivkraft för sågverken: eldrivna sågverk
När billig elektricitet började producerades i älvarna blev vattenkraften återigen den viktigaste drivkraften för sågverken, även om det nu genom elen skedde indirekt.

## Drängsmarks ångsåg utnämndes till Årets industriminne 2007
Den i Skellefteå kommun belägna Drängsmarks ångsåg utsågs till Årets industriminne 2007.